# کوابا نزوجی
کوابا نزوجی (به لاتین: Cuaba Nzoji) یک منطقهٔ مسکونی در آنگولا است که در استان مالانژه واقع شده‌است. کوابا نزوجی ۱۵٬۸۸۰ نفر جمعیت دارد.